# Marlène Laruelle
Marlène Laruelle (n. 1972) es una historiadora, socióloga y politóloga francesa, especializada en el estudio de Rusia y Asia Central. Su campo de interés se encuentra en la política, cultura y sociedad del mundo postsoviético, además de ideologías como el eurasianismo.

## Obra
Autora
- L'idéologie eurasiste russe ou comment penser l'Empire (Paris: L'Harmattan, 1999).[2][3][4]
- Mythe aryen et rêve impérial dans la Russie du XIXe siècle (Paris: Editions du CNRS, 2005).[5][6]
- Russian Eurasianism. An Ideology of Empire (Washington D. C.: Woodrow Wilson Press/Johns Hopkins University Press, 2008).[7][8]
- In the Name of the Nation. Nationalism and Politics in contemporary Russia (New York: Palgrave/MacMillan, 2009).[9]
- Le nouveau nationalisme russe: des repères pour comprendre (Paris: L’œuvre Éditions, 2010).[10][11]
- Globalizing Central Asia. Geopolitics And The Challenges Of Economic Development (New York: M.E. Sharpe, 2012), coautora con Sebastien Peyrouse.[12][13]
- The ‘Chinese Question’ in Central Asia. Domestic Order, Social Changes, and the Chinese Factor (London/New York: Columbia University Press and Hurst, 2012), coautora con Sebastien Peyrouse.[14][15][16]
- Russia's Arctic Strategies and the Future of the Far North (New York: M.E. Sharpe, 2014).[17][18]

Otros
- (ed.) Russian Nationalism and the National Reassertion of Russia (London: Routledge, 2009).[19]
- (ed.) Mapping Central Asia: Indian Perceptions and Strategies (Farnham, UK: Asghate, 2011), con Sebastien Peyrouse.[20][21]
- (dir.) Dynamiques migratoires et changements sociaux en Asie centrale (Paris, Petra Éditions, 2010).[22]
- (ed.) China and India in Central Asia. A new “Great Game”? (New York: Palgrave Macmillan, 2010), con Jean-François Huchet, Sébastien Peyrouse y Bayram Balci.[23]
- (ed.) Eurasianism and the European Far Right: Reshaping the Europe-Russia Relationship (Lexington Books, 2015).
- (ed.) Between Europe and Asia: The Origins, Theories, and Legacies of Russian Eurasianism (University of Pittsburgh Press, 2015).